# Blind Man's Bluff
Blind Man's Bluff is een variant van het kaartspel poker.

## Spelverloop
De kaarten worden geschud. Vervolgens krijgt iedere speler één kaart. De spelers mogen hun eigen kaart niet zien maar moeten deze omhoog houden. Hierdoor weet elke speler wél de kaarten van zijn concurrenten maar niét van zichzelf. Nu kan er ingezet worden (er is geen sprake van een small- of big-blind). Wanneer er niet verder ingezet wordt leggen alle spelers hun kaart voor zich op tafel. Degene met de hoogste kaart (High Card) wint het ingezette.

## Nota bene
- Blind man's buff of blind man's bluff is ook het Engelse woord voor blindemannetje.

Amerikaanse roulette · Franse roulette · Black Jack · Poker · Caribbean Stud Poker · Pai Gow Poker · Sic Bo · Punto Banco / Baccarat · 
Craps · Money Wheel · Trente et Quarante